# Кайково
Кайково (пол. Kajkowo, нім. Buchwalde) — село в Польщі, у гміні Оструда Острудського повіту Вармінсько-Мазурського воєводства.
Населення — 1092 особи (2011).

## Демографія
Демографічна структура станом на 31 березня 2011 року:
|          | Загалом | Допрацездатний вік | Працездатний вік | Постпрацездатний вік |
| -------- | ------- | ------------------ | ---------------- | -------------------- |
| Чоловіки | 538     | 106                | 387              | 45                   |
| Жінки    | 554     | 111                | 345              | 98                   |
| Разом    | 1092    | 217                | 732              | 143                  |